# Wischlburg

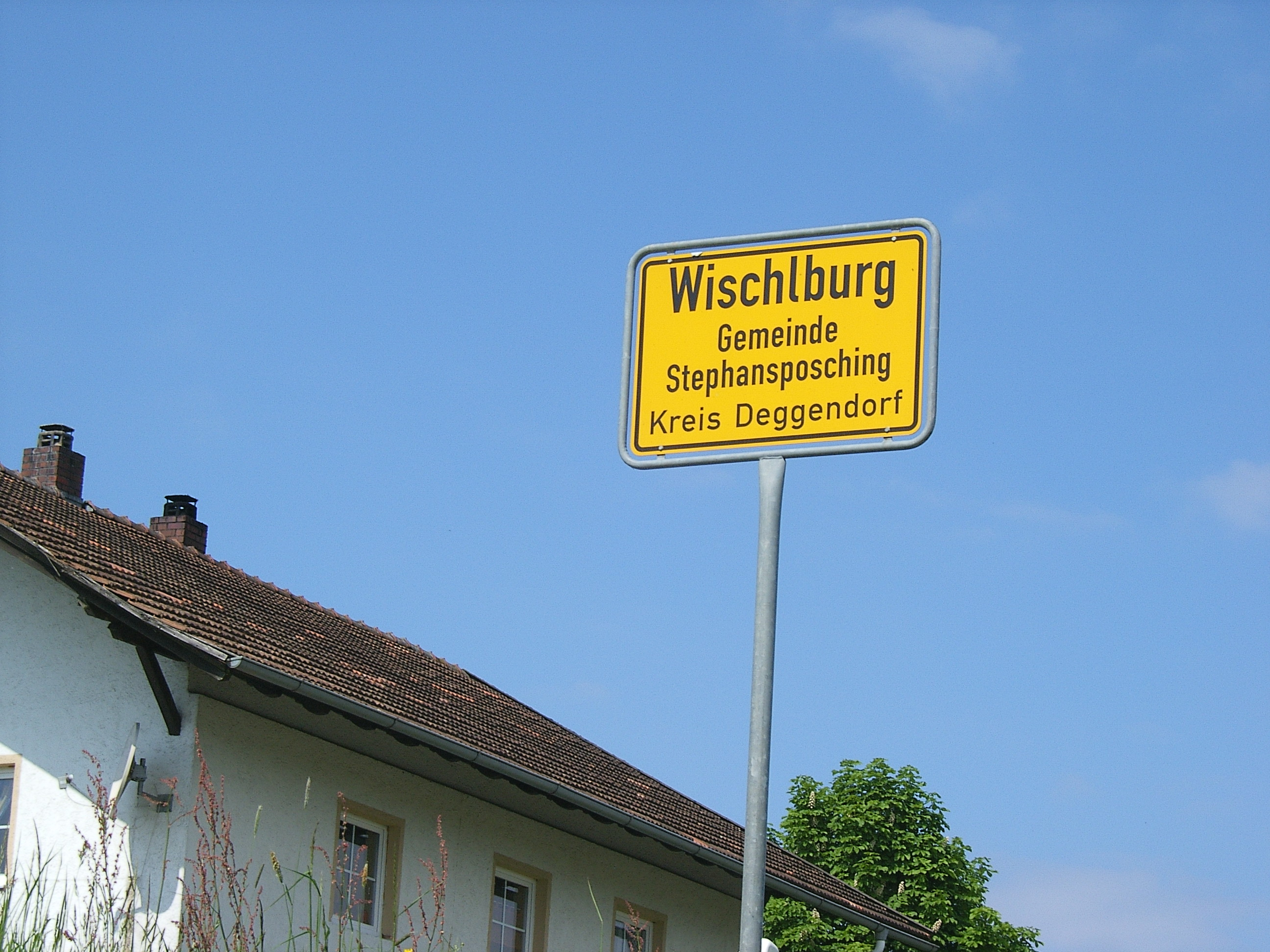
Ortsschild von Wischlburg

Wischlburg ist ein Gemeindeteil der Gemeinde Stephansposching im niederbayerischen Landkreis Deggendorf.

## Lage
Das Dorf Wischlburg liegt etwa zwei Kilometer nordwestlich von Stephansposching an der Donau auf deren südlicher Hochterrasse, die in einem 10 bis 12 Meter hohen Prallhang zum Fluss abfällt. 1970 zählte Wischlburg etwa 140 Bewohner. In Wischlburg gibt es eine große Wallanlage, die sogenannte „Römerschanze“.

## Geschichte

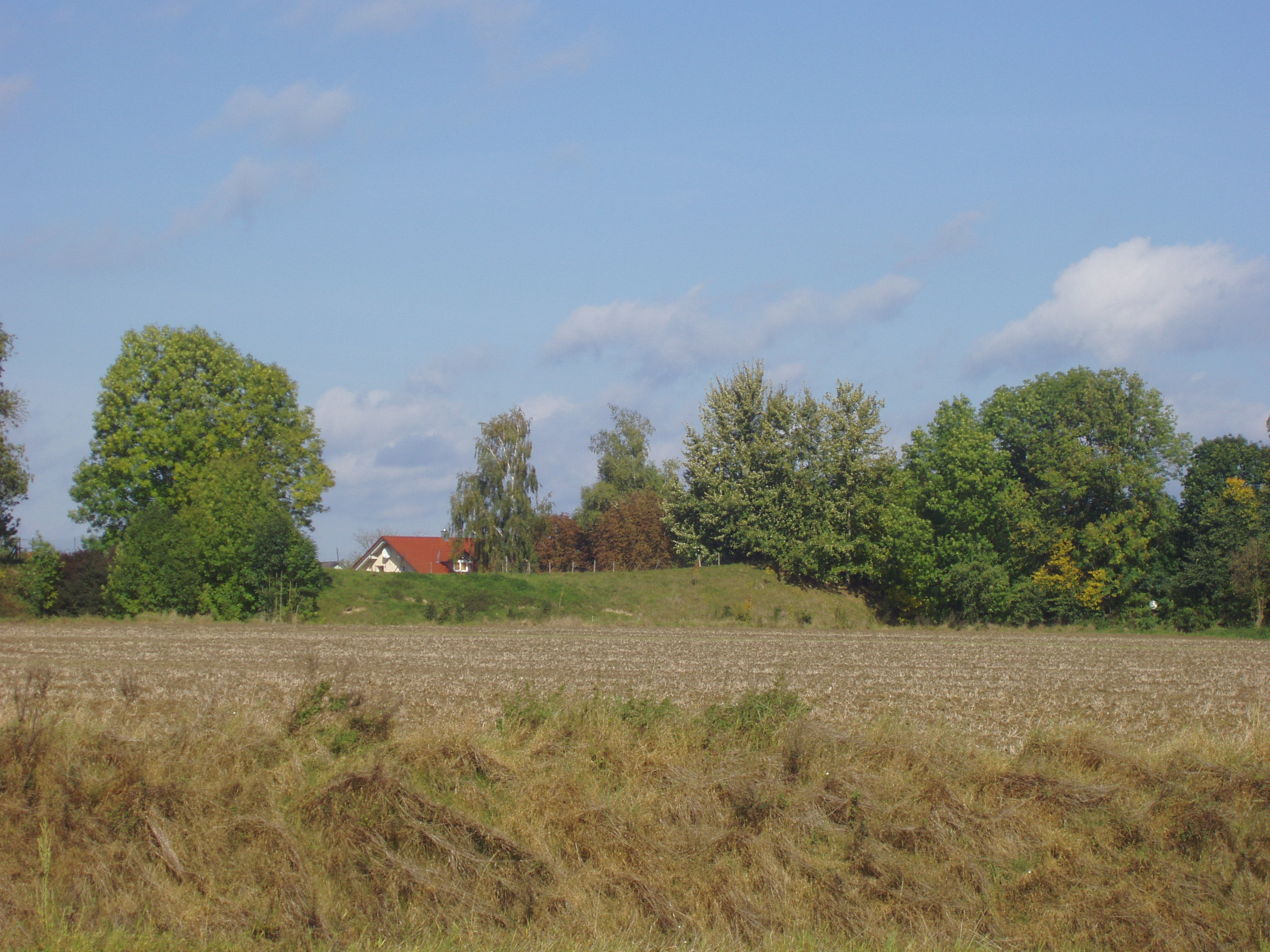
Frühmittelalterliche „Römerschanze“ Wischlburg, Ostseite (Wall vor den Häusern)

Der Ort befindet sich auf ältestem Siedlungsland und ist Glied einer Siedlungszeile auf dem Südufer der Donau. Der Herzogshof in Wischlburg gehörte 919 den Luitpoldingern. Kaiser Otto II. zog ihn ein und schenkte ihn laut einer in Regensburg ausgestellten Urkunde vom 21. Juli 976 dem Kloster Metten („famulantium Vuisciliburg“). Im zweiten Herzogsurbar (vor 1300) ist Wischelburch als zum Amt Deggendorf gehörend eingetragen. Nach der Errichtung des Gerichtes Natternberg gehörte es zu diesem und war neben Plattling, Wallersdorf und Loh einer der vier Schrannenorte. Anders als im Hauptschrannenort Plattling fanden Schrannen, also öffentliche Gerichtssitzungen im Namen des Pflegers von Natternberg, nur gelegentlich statt.
1464 wird Wischlburg als Hauptmannschaft geführt, ab 1474, zunächst in Verbindung mit Loh, als Obmannschaft. Im Jahr 1752 unterstanden in niederer Gerichtsbarkeit 15 Anwesen nicht dem Pfleggericht Natternberg, sondern dem Kloster Metten. Bei der Gemeindebildung 1821 kam Wischlburg zur Gemeinde Stephansposching.

## Sehenswürdigkeiten

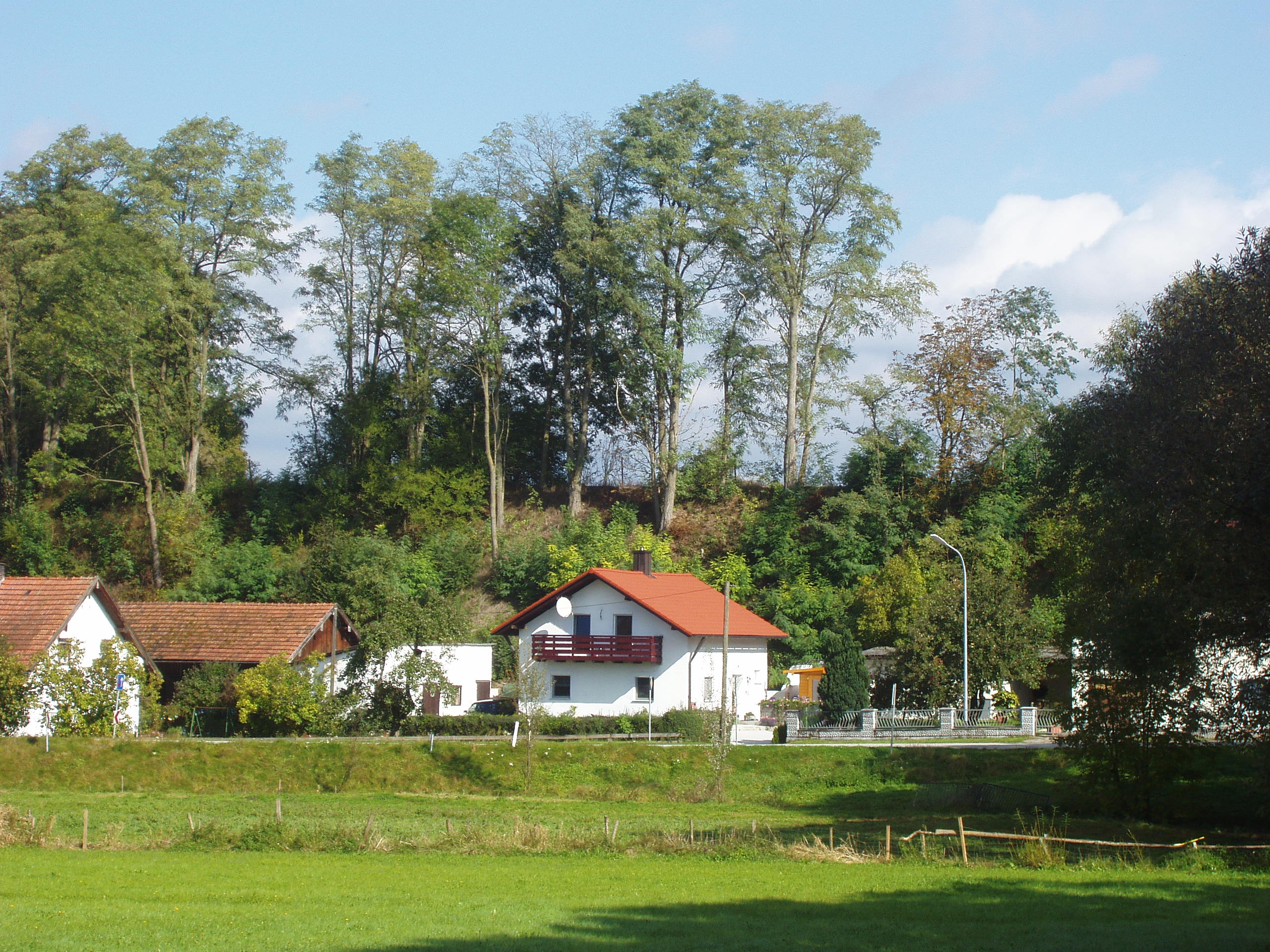
Frühmittelalterliche „Römerschanze“ Wischlburg, Südseite (Wall hinter den Häusern)

Außer drei vorgeschichtlichen Grabhügeln am Ostrand weist Wischlburg im Ortskern einen oberirdisch noch in erheblichen Teilen erhaltenen Ringwall (Ringwall Wischlburg) auf. Vermutlich wurde die Anlage Anfang des 10. Jahrhunderts anlässlich der Ungarneinfälle errichtet. In dieses umfangreiche Sicherungssystem ist der heutige Ort hineingewachsen.
Die teilweise bebauten Wälle haben eine Breite von 35 bis 40 Metern und riegeln den Innenraum des Ortes ab. Der Wall besitzt eine Höhe von 3,5 Metern, der Graben eine ebensolche Tiefe. Das Innere hat eine Ausdehnung von 260 auf 220 Meter mit einer Fläche von 5,5 Hektar.
Die Funktion ist umstritten: Fluchtburg während der Ungarneinfälle, befestigter Gutshof oder befestigter Verwaltungssitz. Der Umfang der Sicherungsbauten spricht dafür, dass hier einmal eine landesherrliche Burg stand, die sowohl Truppen als auch Vorräte aufnehmen konnte. Die 976 dokumentierte Beziehung zum Kloster Metten lässt aber keine weiter reichenden Schlüsse zu, auch Vermutungen über die Nutzung als Verwaltungs- oder Militärplatz können bisher nicht belegt werden.
Bei einer 2004 vorgenommenen Baustellenbeobachtung wurde unerwartet ein weiterer Graben innerhalb des bestehenden Walles entdeckt, sodass jetzt von einem System aus zwei Wällen und zwei Gräben ausgegangen wird. Die Funktion als Sicherung eines Donauüberganges ist durch ein Tor an der Flussseite geklärt.

## Vereine
- Freiwillige Feuerwehr Loh/Wischlburg
- Krieger- und Reservistenkameradschaft Loh/Wischlburg